# Szczepionka modelowa
Szczepionka modelowa – szczepionka naśladująca skład jakościowo-ilościowy, sposób produkowania oraz parametry bezpieczeństwa szczepionki przeciwko grypie, która zostanie użyta w przyszłości w przypadku wystąpienia pandemii. Szczepionka modelowa zostaje więc opracowana z wyprzedzeniem w stosunku do wybuchu ewentualnej pandemii grypy. 

## Szczepionka modelowa a pandemiczna
Jedyną różnicę  pomiędzy szczepionką modelową a szczepionką przeciw grypie pandemicznej stanowi szczep wirusa grypy, wchodzący w jej skład. Szczepionka modelowa zawiera specjalnie wybrany, nowy szczep wirusa grypy, z którym nikt z populacji nie miał jeszcze kontaktu, także w przeszłości, a który ewentualnie mógłby wywołać pandemię, zamiast szczepu, który wywoła pandemię. Albowiem szczep wirusa grypy odpowiedzialny za wywołanie pandemii będzie znany dopiero po wystąpieniu prawdziwej pandemii, wyizolowaniu go z materiału zakaźnego i zidentyfikowaniu. 
Wszystkie szczepionki modelowe zostały opracowane przy użyciu szczepu wirusa grypy H5N1. W przypadku pandemii grypy meksykańskiej szczep H5N1 został zamieniony w szczepionkach modelowych na szczep pandemiczny H1N1.

## Zastosowanie
Szczepionka modelowa pozwala producentowi na przetestowanie szczepionki przeciwko grypie pandemicznej na długo przed ewentualnym wystąpieniem w przyszłości jakiejkolwiek pandemii grypy. Podając szczepionkę modelową zdrowym ochotnikom imituje się sytuację, w której człowiek styka się po raz pierwszy z nowym szczepem wirusa grypy, który nie krąży w populacji ludzkiej. Uzyskane dane dotyczące jakości, skuteczności i bezpieczeństwa są następnie wykorzystywane do opracowania strategii szczepień.

## Zalety
W przypadku pojawienia się pandemii grypy producent musi jedynie szybko zamienić składnik antygenowy w szczepionce modelowej na pandemiczny i już może rozpocząć produkcję, gdyż pozostałe parametry (tj. składniki pomocnicze, sposób produkowania, dawkowanie, opakowanie itd.) pozostają bez zmian. Takie rozwiązanie zapewnia szybkie pojawienie się na rynku farmaceutycznym właściwej antygenowo szczepionki przeciwko grypie pandemicznej. Rozpoczęcie opracowania nowej szczepionki od podstaw dopiero w momencie wybuchu pandemii jest znacznie bardziej czasochłonne. Zastosowanie strategii ze szczepionką modelową sprawia, że od momentu zidentyfikowania wirusa do momentu wyprodukowania szczepionki upływa jedynie około 12 tygodni, które są niezbędne do namnożenia pandemicznego wirusa w żywych komórkach, np. zarodkach jaj kurzych. Europejska Agencja Leków umożliwiła rejestrację szczepionek modelowych, czyli rejestrację szczepionek pandemicznych przed wystąpieniem pandemii grypy, aby móc skrócić czas i ułatwić procedurę rejestracji szczepionki po wybuchu pandemii. 

## Kwestie prawne
Zamiana szczepu wirusa w szczepionce modelowej na szczep pandemiczny, czyli zmiana składu szczepionki, musi zostać zaakceptowana przez Komitet ds. Produktów Leczniczych Stosowanych u Ludzi (CHMP), a następnie przez Komisję Europejską, zanim szczepionka stanie się dostępna dla ludzi. Po wyprodukowaniu pierwszych szczepionek są one rutynowo poddawane badaniom klinicznym w grupie dorosłych, dzieci i osób starszych, a otrzymane wyniki (dotyczące skuteczności i bezpieczeństwa) są porównywane z wynikami uzyskanymi wcześniej dla szczepionki modelowej.

## Skuteczność i bezpieczeństwo
CHMP uważa, że zamiana szczepu wirusa w szczepionce modelowej na pandemiczny (w 2009 roku na wirus H1N1) nie ma znaczącego wpływu na skuteczność ani na bezpieczeństwo szczepionki. To oświadczenie opiera się na wcześniejszych doświadczeniach ze szczepionkami przeciw grypie sezonowej, których skład jakościowy jest dopasowywany każdego roku zgodnie z przewidywaniami WHO. Zmiany szczepu wirusa w szczepionkach przeciwko grypie sezonowej nie wpływają na ich skuteczność ani bezpieczeństwo, w związku z czym można przypuszczać, że szczepionka przeciwko grypie pandemicznej będzie charakteryzować się taka samą skutecznością i bezpieczeństwem jak szczepionka modelowa. CHMP zobowiązuje producentów oraz służby medyczne do monitorowania niepożądanych działań ubocznych, które mogą wystąpić u ludzi po rozpoczęciu masowego szczepienia. Każdemu państwu członkowskiemu Unii Europejskiej pozostawiono decyzję, kto i kiedy powinien zostać zaszczepiony.

## Zarejestrowane szczepionki modelowe
Przykładami zarejestrowanych szczepionek modelowych są:
- Daronrix
- Focetria
- Celvapan
- Pandemrix.

Z powyższych szczepionek Daronrix, Focetria i Pandemrix zawierają tak zwane adiuwanty, czyli związki chemiczne, które dodane do składnika antygenowego szczepionki zwiększają odpowiedź immunologiczną organizmu.